# 双溪乡 (临武县)
双溪乡，是中华人民共和国湖南省郴州市临武县下辖的一个乡镇级行政单位。

## 行政区划
双溪乡下辖以下地区：
禾鱼村、勤俭村、田心洞村、车阁田村、胡家田村、拨昌村、沐塘村、贝溪村、金盆村、南冲村、大岭村和农林村。